# 대립교황 요한 23세

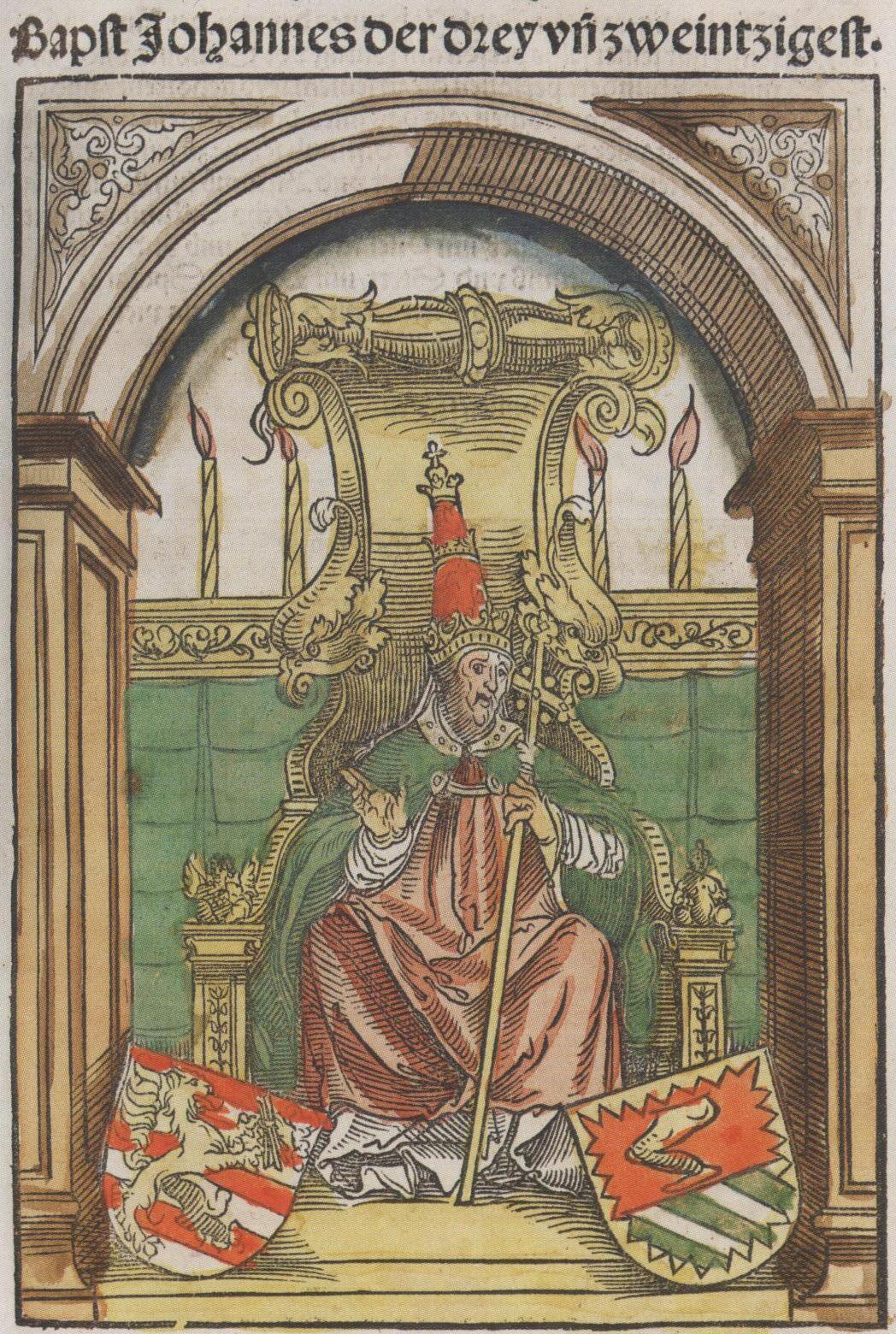
대립교황 요한 23세

대립교황 요한 23세(Antipope John XXIII, 1370년 ~ 1419년 12월 22일)는 한때 서방 교회의 분열 동안 교황권을 주장한 인물이다. 피사 공의회파의 교황으로 본명은 발다사레 코사이다. 로마 가톨릭교회에서는 비합법적인 대립교황으로 본다.

## 기타
- 기독교 역사상 20세기의 교황 요한 23세와는 다른 사람이며 로마 교황청도 대립교황인 요한 23세를 인정하지 않음을 분명하게 밝혔다.

## 같이 보기
- 콘클라베